# Stanowoihochland
Das Stanowoihochland (russisch Становое нагорье, wiss. Transliteration Stanovoe nagor'e) in Sibirien (Russland, Asien) ist ein bis 3072,6 m hohes Hochgebirgssystem der Südsibirischen Gebirge. Etwa 670 km ostsüdöstlich liegt das Stanowoigebirge.

## Geographie

### Lage
Das Stanowoihochland liegt nordöstlich des Baikalsees, nördlich des Witimplateaus und südlich des Patomhochlands. Das in Ost-West-Richtung etwa 500 km lange Gebirgssystem, in dem die Obere Angara entspringt, wird vom Witim durchflossen und im Osten, am Übergang zum nördlichen Aldanhochland, von der Oljokma begrenzt.

### Gebirgsteile
Zum Stanowoihochland werden mehrere, durch breite tektonische Senken (wie Obere Angarasenke, Mujasenke, Obere Tscharasenke) getrennte, teils relativ deutlich voneinander abgegrenzte Gebirge gezählt: Oberes Angaragebirge, Deljun-Uran-Gebirge und Kodargebirge im Norden, südlich davon Nördliches Mujagebirge (Sewero-Muisker-Gebirge), Südliches Mujagebirge (Juschno-Muisker-Gebirge), Udokangebirge und Kalargebirge.

### Berge
Die höchsten Berge des Stanowoihochlands sind mit 3072,6 m der Pik BAM im Kodargebirge, der seinen inoffiziellen Namen wegen der in Bergnähe verlaufenden Eisenbahnstrecke Baikal-Amur-Magistrale (BAM) bekam, und mit 3067,1 m (frühere Angabe 2721 m) der Muja-Gigant (russisch Muiski Gigant; ebenfalls inoffizieller Name; Erstbesteigung 1993) im Südlichen Mujagebirge.